# Gephyromantis ranjomavo
A Gephyromantis ranjomavo  a kétéltűek (Amphibia) osztályába és  a békák (Anura) rendjébe aranybékafélék (Mantellidae) családjába tartozó faj. 

## Nevének eredete
Nevét a malgas ranjo (láb) és a mavo (sárga) szavakból alkották, utalva hátsó lábának színére.

## Előfordulása
Madagaszkár endemikus faja. A sziget északkeleti részén, a Marojejy Nemzeti Parkban, 1300 m-es tengerszint feletti magasságban honos.

## Megjelenése
A két megfigyelt hím példány mérete 23,5 és 25,8 mm volt.

## Természetvédelmi helyzete
A vörös lista a veszélyeztetett fajok között tartja nyilván. Legalább egy védett helyen, a Marojejy Nemzeti Parkban megtalálható.